# Saint-Laurent-en-Caux
Saint-Laurent-en-Caux – miejscowość i gmina we Francji, w regionie Normandia, w departamencie Sekwana Nadmorska.
Według danych na rok 1990 gminę zamieszkiwało 725 osób, a gęstość zaludnienia wynosiła 112 osób/km² (wśród 1421 gmin Górnej Normandii Saint-Laurent-en-Caux plasuje się na 331. miejscu pod względem liczby ludności, natomiast pod względem powierzchni na miejscu 572.).